# 鄭允宣
鄭允宣（1458年—？），字嘉言，應天府上元縣人，民籍，明朝政治人物。

## 生平
成化二十二年（1486年）丙午科應天府鄉試第九十一名舉人。弘治六年（1493年）中式癸丑科會試第一百六名，二甲第四十七名進士。正德三年（1508年）九月由禮部署郎中事員外郎升山西布政司左參議。

## 家族
曾祖鄭元善；祖父鄭敏；父鄭賢，前母施氏；母毛氏；繼母段氏。具慶下。弟允寧、允寬。